# 학산로 (포항시)
학산로(鶴山路, Haksan-ro)는 대한민국 경상북도 포항시 북구 대신동에서 우현동, 학산동을 거쳐 연결하는 도로이다.

## 노선 경로
- 삼거리 명칭 미상
  - 중앙로
    - 포항여자고등학교
    - 포항중학교
    - 코오롱아파트
    - 중앙동주민센터
    - 롯데백화점
    - 항도초등학교
- 삼거리 명칭 미상
  - 삼호로